# Discografia di Aretha Franklin
Questa pagina contiene la discografia della cantante statunitense Aretha Franklin.

## Album

### Album in studio
| Anno | Album                                                | US  | Certificazione RIAA |
| ---- | ---------------------------------------------------- | --- | ------------------- |
| 1961 | Aretha                                               | —   |                     |
| 1962 | The Electrifying Aretha Franklin                     | —   |                     |
| 1962 | The Tender, The Moving, The Swinging Aretha Franklin | 69  |                     |
| 1963 | Laughing on the Outside                              | —   |                     |
| 1964 | Unforgettable: A Tribute to Dinah Washington         | —   |                     |
| 1964 | Runnin' Out of Fools                                 | 84  |                     |
| 1965 | Yeah!: Aretha Franklin in Person                     | 101 |                     |
| 1966 | Soul Sister                                          | 132 |                     |
| 1967 | Take It Like You Give It                             | —   |                     |
| 1967 | I Never Loved a Man the Way I Love You               | 2   | Disco d'oro         |
| 1967 | Aretha Arrives                                       | 5   |                     |
| 1968 | Lady Soul                                            | 2   | Disco d'oro         |
| 1968 | Aretha Now                                           | 3   | Disco d'oro         |
| 1969 | Soul '69                                             | 15  |                     |
| 1969 | Soft and Beautiful                                   | 18  |                     |
| 1970 | This Girl's In Love with You                         | 17  |                     |
| 1970 | Spirit in the Dark                                   | 25  |                     |
| 1972 | Young, Gifted and Black                              | 11  | Disco d'oro         |
| 1973 | Hey Now Hey (The Other Side of the Sky)              | 30  |                     |
| 1974 | Let Me in Your Life                                  | 14  |                     |
| 1974 | With Everything I Feel in Me                         | 57  |                     |
| 1975 | You                                                  | 83  |                     |
| 1977 | Sweet Passion                                        | 49  |                     |
| 1978 | Almighty Fire                                        | 63  |                     |
| 1979 | La Diva                                              | 146 |                     |
| 1980 | Aretha                                               | 47  |                     |
| 1981 | Love All the Hurt Away                               | 36  |                     |
| 1982 | Jump to It                                           | 23  | Disco d'oro         |
| 1983 | Get It Right                                         | 36  |                     |
| 1985 | Who's Zoomin' Who?                                   | 13  | Disco di platino    |
| 1986 | Aretha                                               | 32  | Disco d'oro         |
| 1989 | Through the Storm                                    | 55  |                     |
| 1991 | What You See Is What You Sweat                       | 153 |                     |
| 1998 | A Rose Is Still a Rose                               | 30  | Disco d'oro         |
| 2003 | So Damn Happy                                        | 33  |                     |
| 2008 | This Christmas, Aretha                               | 103 |                     |
| 2011 | Aretha: A Woman Falling Out Of Love                  | 54  |                     |
| 2014 | Aretha Franklin Sings the Great Diva Classics        | —   |                     |

### Album dal vivo
| Anno | Album                                                            | US  | Certificazione RIAA |
| ---- | ---------------------------------------------------------------- | --- | ------------------- |
| 1956 | Songs of Faith                                                   | —   |                     |
| 1968 | Aretha in Paris                                                  | 13  |                     |
| 1971 | Aretha Live at Fillmore West                                     | 7   | Disco d'oro         |
| 1972 | Amazing Grace                                                    | 7   | 2x Disco di platino |
| 1987 | One Lord, One Faith, One Baptism                                 | 106 |                     |
| 1999 | Gospel Greats                                                    | —   |                     |
| 2005 | Don't Fight the Feeling: Live at Fillmore West (con King Curtis) | —   |                     |
| 2007 | Oh Me Oh My: Aretha Live in Philly, 1972                         | —   |                     |

### Colonne sonore
| Anno | Album   | US | Certificazione RIAA |
| ---- | ------- | -- | ------------------- |
| 1976 | Sparkle | 18 | Disco d'oro         |

### Raccolte
| Anno | Album                                                                       | US  | Certificazione RIAA |
| ---- | --------------------------------------------------------------------------- | --- | ------------------- |
| 1967 | Take a Look                                                                 | 173 |                     |
| 1967 | Aretha Franklin's Greatest Hits                                             | 94  |                     |
| 1968 | Aretha Franklin's Greatest Hits Volume II                                   | —   |                     |
| 1969 | Aretha's Gold                                                               | 18  |                     |
| 1969 | Today I Sing the Blues                                                      | —   |                     |
| 1971 | Aretha's Greatest Hits                                                      | 19  |                     |
| 1972 | In the Beginning: The World of Aretha Franklin 1960-1967                    | 160 |                     |
| 1973 | The Best of Aretha Franklin                                                 | —   |                     |
| 1976 | Ten Years of Gold                                                           | 135 |                     |
| 1981 | The Legendary Queen of Soul                                                 | 209 |                     |
| 1982 | Sweet Bitter Love                                                           | —   |                     |
| 1984 | Aretha's Jazz                                                               | —   |                     |
| 1984 | The Best of Aretha Franklin                                                 | —   |                     |
| 1985 | 30 Greatest Hits                                                            | 6   |                     |
| 1985 | Aretha Sings the Blues                                                      | —   |                     |
| 1986 | The First Lady of Soul                                                      | —   |                     |
| 1987 | 20 Greatest Hits                                                            | —   |                     |
| 1987 | Aretha After Hours                                                          | —   |                     |
| 1992 | Jazz to Soul                                                                | —   |                     |
| 1992 | Queen of Soul: The Atlantic Recordings                                      | —   |                     |
| 1993 | Chain of Fools                                                              | —   |                     |
| 1994 | Greatest Hits: 1980-1994                                                    | 85  | Disco di platino    |
| 1994 | The Very Best of Aretha Franklin, Vol. 1: The 60's                          | 105 | Disco di platino    |
| 1994 | The Very Best of Aretha Franklin, Vol. 2: The 70's                          | —   |                     |
| 1994 | Queen of Soul: The Very Best of Aretha Franklin                             | —   | Disco d'oro         |
| 1996 | Sings Standards                                                             | —   |                     |
| 1997 | The Early Years                                                             | —   |                     |
| 1997 | A Natural Woman & Other Hits                                                | —   |                     |
| 1997 | Respect & Other Hits                                                        | —   | Disco d'oro         |
| 1998 | The Delta Meets Detroit: Aretha's Blues                                     | —   |                     |
| 1998 | Spanish Harlem                                                              | —   |                     |
| 1998 | Think & Other Hits                                                          | —   |                     |
| 1998 | This is Jazz, Vol. 34                                                       | —   |                     |
| 1998 | Greatest Hits                                                               | —   |                     |
| 2001 | Love Songs                                                                  | —   |                     |
| 2001 | Aretha's Best                                                               | —   |                     |
| 2002 | Respect: The Very Best of Aretha Franklin                                   | —   |                     |
| 2002 | The Queen in Waiting: The Columbia Years (1960–1965)                        | —   |                     |
| 2003 | Platinum & Gold Collection                                                  | —   |                     |
| 2007 | Rare & Unreleased Recordings from the Golden Reign of the Queen of Soul     | —   |                     |
| 2007 | Jewels in the crown: All-Star duet with the Queen                           | 54  |                     |
| 2009 | A Deeper Love: The Best of Aretha Franklin                                  | —   |                     |
| 2009 | Sunday Morning Classics                                                     | —   |                     |
| 2009 | Original Album Series                                                       | —   |                     |
| 2010 | The Very Best of Aretha Franklin                                            | —   |                     |
| 2011 | Great American Songbook                                                     | —   |                     |
| 2011 | More Gospel Greats                                                          | —   |                     |
| 2011 | Take a Look: Aretha Franklin Complete on Columbia                           | —   |                     |
| 2012 | Knew You Were Waiting: The Best of Aretha Franklin 1980-1998                | —   |                     |
| 2012 | The Very Best of Aretha Franklin & Otis Redding Together (con Otis Redding) | —   |                     |
| 2013 | Original Album Series Vol. 2                                                | —   |                     |
| 2013 | The Queen Greatest Hits                                                     | —   |                     |
| 2014 | The Queen of Soul (box set)                                                 | —   |                     |
| 2014 | The Real... Aretha Franklin – The Ultimate Collection                       | —   |                     |
| 2015 | The Atlantic Albums Collection                                              | —   |                     |
| 2017 | A Brand New Me                                                              | —   |                     |
| 2018 | The Atlantic Singles Collection 1967–1970                                   | 65  |                     |
| 2018 | The Queen of Soul                                                           | —   |                     |

## Singoli

### Periodo JVB (1956-1957)
I seguenti singoli furono originariamente pubblicati dalla JVB Records, ed in seguito ristampati dalla Checker Records nel 1958 e nel 1959.
| Anno | Titolo                 | Posizione in classifica | Posizione in classifica | Posizione in classifica |
| Anno | Titolo                 | US                      | US R&B                  |                         |
| ---- | ---------------------- | ----------------------- | ----------------------- | ----------------------- |
| 1956 | Never Grow Old         | -                       | -                       |                         |
| 1957 | Precious Lord (Part 1) | -                       | -                       |                         |

### Periodo Columbia (1960-1967)
| Anno | Titolo                                                    | Posizione in classifica | Posizione in classifica | Posizione in classifica |
| Anno | Titolo                                                    | US                      | US R&B                  |                         |
| ---- | --------------------------------------------------------- | ----------------------- | ----------------------- | ----------------------- |
| 1960 | Today I Sing the Blues                                    | -                       | 10                      |                         |
| 1961 | Won't Be Long                                             | 76                      | 7                       |                         |
| 1961 | Maybe I'm A Fool                                          | -                       | -                       |                         |
| 1961 | Operation Heartbreak                                      | -                       | 6                       |                         |
| 1961 | Rock-a-Bye Your Baby con a Dixie Melody                   | 37                      | -                       |                         |
| 1962 | I Surrender, Dear (Lato A)                                | 87                      | -                       |                         |
| 1962 | Rough Lover (Lato B)                                      | 94                      | -                       |                         |
| 1962 | Don't Cry, Baby                                           | 92                      | -                       |                         |
| 1962 | Try a Little Tenderness (Lato A)                          | 100                     | -                       |                         |
| 1962 | Just For A Thrill (Lato B)                                | 111                     | -                       |                         |
| 1963 | Say It Isn't So (Lato A)                                  | 113                     | -                       |                         |
| 1963 | Here's Where I Came In (Here's Where I Walk Out) (Lato B) | 125                     | -                       |                         |
| 1963 | Trouble In Mind                                           | 86                      | -                       |                         |
| 1963 | Skylark                                                   | -                       | -                       |                         |
| 1964 | Soulville                                                 | 121                     | -                       |                         |
| 1964 | Runnin' Out of Fools                                      | 57                      | 30                      |                         |
| 1964 | Winter Wonderland                                         | -                       | -                       |                         |
| 1965 | Can't You Just See Me                                     | 96                      | -                       |                         |
| 1965 | One Step Ahead                                            | 119                     | 18                      |                         |
| 1965 | (No, No) I'm Losing You                                   | 114                     | -                       |                         |
| 1965 | You Made Me Love You                                      | 109                     | -                       |                         |
| 1965 | Hands Off                                                 | -                       | -                       |                         |
| 1965 | Cry Like a Baby                                           | 113                     | 27                      |                         |

I seguenti singoli furono pubblicati (o ripubblicati) dalla Columbia Records, solo dopo che la Franklin aveva ottenuto successo con la Atlantic Records.
| Anno | Titolo                 | Posizione in classifica | Posizione in classifica | Posizione in classifica |
| Anno | Titolo                 | US Hot 100              | US R&B                  |                         |
| ---- | ---------------------- | ----------------------- | ----------------------- | ----------------------- |
| 1967 | Lee Cross              | -                       | 31                      |                         |
| 1967 | Take a Look            | 56                      | 28                      |                         |
| 1967 | Jim                    | -                       | -                       |                         |
| 1967 | Mockingbird            | 94                      | -                       |                         |
| 1968 | Soulville              | 83                      | -                       |                         |
| 1969 | Today I Sing the Blues | 101                     | -                       |                         |

### Periodo Atlantic (1967-1979)
| Anno | Titolo                                                            | Posizione in classifica | Posizione in classifica | Posizione in classifica |                     |
| Anno | Titolo                                                            | US Hot 100              | US R&B                  | UK                      | Certificazioni RIAA |
| ---- | ----------------------------------------------------------------- | ----------------------- | ----------------------- | ----------------------- | ------------------- |
| 1967 | I Never Loved a Man (The Way I Love You) (Lato A)                 | 9                       | 1                       | --                      | Disco d'oro         |
| 1967 | Do Right Woman - Do Right Man (Lato B)                            | --                      | 37                      | --                      |                     |
| 1967 | Respect                                                           | 1                       | 1                       | 10                      | Disco d'oro         |
| 1967 | Baby I Love You                                                   | 4                       | 1                       | 39                      | Disco d'oro         |
| 1967 | (You Make Me Feel Like) A Natural Woman                           | 8                       | 2                       | --                      |                     |
| 1967 | Chain of Fools                                                    | 2                       | 1                       | 43                      | Disco d'oro         |
| 1968 | Satisfaction                                                      |                         |                         | 37                      |                     |
| 1968 | (Sweet Sweet Baby) Since You've Been Gone (Lato A)                | 5                       | 1                       | 47                      | Disco d'oro         |
| 1968 | Ain't No Way (Lato B)                                             | 16                      | 9                       | --                      |                     |
| 1968 | Think (Lato A)                                                    | 7                       | 1                       | 26                      | Disco d'oro         |
| 1968 | You Send Me (Lato B)                                              | 56                      | 28                      | --                      |                     |
| 1968 | The House That Jack Built (Lato A)                                | 6                       | 2                       | --                      |                     |
| 1968 | I Say a Little Prayer (Lato B)                                    | 10                      | 3                       | 4                       | Disco d'oro         |
| 1968 | See Saw (Lato A)                                                  | 14                      | 9                       | --                      | Disco d'oro         |
| 1968 | My Song (Lato B)                                                  | 31                      | 10                      | --                      |                     |
| 1969 | The Weight (Lato A)                                               | 19                      | 3                       | --                      |                     |
| 1969 | Tracks Of My Tears (Lato B)                                       | 71                      | 21                      | --                      |                     |
| 1969 | I Can't See Myself Leaving You (Lato A)                           | 28                      | 3                       | --                      |                     |
| 1969 | Gentle On My Mind (Lato B)                                        | 76                      | 50                      | --                      |                     |
| 1969 | Share Your Love with Me                                           | 13                      | 1                       | --                      |                     |
| 1969 | Eleanor Rigby                                                     | 17                      | 5                       | --                      |                     |
| 1970 | Call Me / Son of a Preacher Man                                   | 13                      | 1                       | --                      |                     |
| 1970 | Spirit In The Dark/The Thrill Is Gone (con the Dixie Flyers)      | 23                      | 3                       | --                      |                     |
| 1970 | Don't Play That Song/The Thrill Is Gone (con the Dixie Flyers)    | 11                      | 1                       | 13                      | Disco d'oro         |
| 1970 | Border Song (Holy Moses)/You And Me*** (*** con the Dixie Flyers) | 37                      | 5                       | --                      |                     |
| 1971 | You're All I Need to Get By                                       | 19                      | 3                       | --                      |                     |
| 1971 | Bridge over Troubled Water/Brand New Me                           | 6                       | 1                       | --                      | Disco d'oro         |
| 1971 | Spanish Harlem/Lean On Me                                         | 2                       | 1                       | 14                      | Disco d'oro         |
| 1971 | Rock Steady/Oh Me Oh My (I'm A Fool For You Baby)                 | 9                       | 2                       | --                      | Disco d'oro         |
| 1972 | Day Dreaming/96 Tears                                             | 5                       | 1                       | --                      | Disco d'oro         |
| 1972 | All The King's Horses/April Fools                                 | 26                      | 7                       | --                      |                     |
| 1972 | Wholy Holy                                                        | 81                      | 49                      | --                      |                     |
| 1973 | Master Of Eyes (The Deepness Of Your Eyes)                        | 33                      | 8                       | --                      |                     |
| 1973 | Angel                                                             | 20                      | 1                       | 37                      |                     |
| 1973 | Until You Come Back to Me (That's What I'm Gonna Do)              | 3                       | 1                       | 26                      | Disco d'oro         |
| 1974 | I'm in Love                                                       | 19                      | 1                       | --                      |                     |
| 1974 | Ain't Nothing like the Real Thing                                 | 47                      | 6                       | --                      |                     |
| 1974 | Without Love                                                      | 45                      | 6                       | --                      |                     |
| 1975 | With Everything I Feel In Me                                      | --                      | 20                      | --                      |                     |
| 1975 | Mr DJ (5 For The DJ)                                              | 53                      | 13                      | --                      |                     |
| 1976 | You                                                               | --                      | 15                      | --                      |                     |
| 1976 | Something He Can Feel                                             | 28                      | 1                       | --                      |                     |
| 1976 | Jump / Hooked On Your Love                                        | 72                      | 17                      | --                      |                     |
| 1977 | Look Into Your Heart                                              | 82                      | 10                      | --                      |                     |
| 1977 | Break It to Me Gently                                             | 85                      | 1                       | --                      |                     |
| 1977 | When I Think About You                                            | --                      | 16                      | --                      |                     |
| 1978 | Almighty Fire (Woman Of The Future)                               | 103                     | 12                      | --                      |                     |
| 1978 | More Than Just A Joy                                              | --                      | 51                      | --                      |                     |
| 1979 | Ladies Only                                                       | --                      | 33                      | --                      |                     |
| 1979 | Half A Love                                                       | --                      | 65                      | --                      |                     |

### Periodo Arista Records (1980-2007)
| Anno | Titolo                                                             | Posizione in classifica | Posizione in classifica | Posizione in classifica |                     |
| Anno | Titolo                                                             | US Hot 100              | US R&B                  | UK                      | Certificazione RIAA |
| ---- | ------------------------------------------------------------------ | ----------------------- | ----------------------- | ----------------------- | ------------------- |
| 1980 | United Together                                                    | 56                      | 3                       | -                       |                     |
| 1980 | What a Fool Believes                                               | -                       | 17                      | 46                      |                     |
| 1981 | Come To Me                                                         | 84                      | 39                      | --                      |                     |
| 1981 | Love All The Hurt Away (con George Benson)                         | 46                      | 6                       | 49                      |                     |
| 1982 | It's My Turn                                                       | -                       | 29                      | --                      |                     |
| 1982 | Jump To It                                                         | 24                      | 1                       | 42                      |                     |
| 1982 | Love Me Right                                                      | -                       | 22                      | --                      |                     |
| 1983 | This Is For Real                                                   | -                       | 63                      | --                      |                     |
| 1983 | Get It Right                                                       | 61                      | 1                       | 74                      |                     |
| 1983 | Every Girl (Wants My Guy)                                          | -                       | 7                       | --                      |                     |
| 1985 | Freeway of Love                                                    | 3                       | 1                       | 68                      |                     |
| 1985 | Who's Zoomin' Who?                                                 | 7                       | 2                       | 11                      |                     |
| 1985 | Sisters Are Doin' It for Themselves (con Eurythmics)               | 18                      | 66                      | 9                       |                     |
| 1986 | Another Night                                                      | 22                      | 9                       | 54                      |                     |
| 1986 | Freeway of Love (UK reissue)                                       | --                      | --                      | 51                      |                     |
| 1986 | Ain't Nobody Ever Loved You                                        | -                       | 30                      | 78                      |                     |
| 1986 | Jumpin' Jack Flash                                                 | 21                      | 20                      | 58                      |                     |
| 1987 | Jimmy Lee                                                          | 28                      | 2                       | 46                      |                     |
| 1987 | I Knew You Were Waiting (For Me) (con George Michael)              | 1                       | 5                       | 1                       |                     |
| 1987 | Rock-A-Lott                                                        | 82                      | 25                      | 84                      |                     |
| 1987 | If You Need My Love Tonight (con Larry Graham)                     | -                       | 88                      | --                      |                     |
| 1988 | If Ever A Love There Was (con The Four Tops)                       | -                       | 18                      | --                      |                     |
| 1989 | Through The Storm (con Elton John)                                 | 16                      | --                      | 41                      |                     |
| 1989 | It Isn't, It Wasn't, It Ain't Never Gonna Be (con Whitney Houston) | 41                      | 5                       | 29                      |                     |
| 1989 | Gimme Your Love (con James Brown)                                  | -                       | 48                      | 79                      |                     |
| 1990 | Think (from The Blues Brothers soundtrack) (UK release only)       |                         |                         | 31                      |                     |
| 1991 | Everyday People                                                    | -                       | 13                      | 69                      |                     |
| 1991 | Someone Else's Eyes                                                | -                       | 53                      | --                      |                     |
| 1991 | Ever Changing Times (featuring Michael McDonald)                   | -                       | 19                      | --                      |                     |
| 1992 | Someday We'll All Be Free                                          | -                       | --                      | --                      |                     |
| 1994 | A Deeper Love (Ft Lisa Fischer)                                    | 63                      | 30                      | 5                       |                     |
| 1994 | Willing to Forgive                                                 | 26                      | 5                       | 17                      |                     |
| 1994 | Honey                                                              | 114                     | 30                      | --                      |                     |
| 1996 | It Hurts Like Hell                                                 | 116                     | 51                      | --                      |                     |
| 1998 | A Rose is Still a Rose                                             | 26                      | 5                       | 22                      | Disco d'oro         |
| 1998 | Here We Go Again                                                   | 76                      | 24                      | 68                      |                     |
| 1998 | In Case You Forgot                                                 | -                       | --                      | --                      |                     |
| 1999 | In The Morning                                                     | -                       | --                      | --                      |                     |
| 1999 | How Many Times                                                     | -                       | --                      | --                      |                     |
| 2003 | The Only Thing Missin'                                             | -                       | 53                      | --                      |                     |
| 2003 | Wonderful                                                          | -                       | 46                      | --                      |                     |
| 2007 | Put You Up On Game (featuring Fantasia)                            | --                      | 41                      | --                      |                     |